# 국제사회주의정당사업협동체
국제사회주의정당사업협동체(독일어: Internationale Arbeitsgemeinschaft Sozialistischer Parteien; IASP), 통칭 제2.5인터내셔널(2½ International)은 전간기의 중앙파 마르크스주의 국제정당이었다.
1921년 2월 27일 오스트리아 빈에서 독일독립사회민주당, 노동자 인터내셔널 프랑스 지부, 영국 독립노동당, 스위스 사회민주당, 오스트리아 사회민주당, 루마니아 사회주의정당연맹 등 10개 정당이 참여해서 출범되었다. 1921년 4월 에스파냐 사회주의노동자당이 참여했고, 이탈리아 사회당 최대강령파도 참여했다.
서기장은 오스트리아의 프리드리히 아들러였고, 그 밖에 오토 바우어, 러시아의 율리우스 마르토프 등이 저명인사였다. 이념적으로 오스트로마르크스주의의 영향을 받았고, 기관지로 『국제사회주의정당사업협동체 소식지』(Nachrichten der Internationalen Arbeitsgemeinschaft Sozialistischer Parteien)를 발행했다. 노동시온주의 지도자 다비드 벤구리온과 슐로모 카플란스키도 한때 제2.5인터내셔널 계열 운동에 참여했다.
제2.5인터내셔널 창립자들은 개량주의에 물든 제2인터내셔널과 소련의 패권주의가 지배하는 제3인터내셔널에 대한 대안으로서 조직을 기획했고, 양대 인터내셔널이 모두 교조주의에 빠져 있다고 비판하면서 통합론을 주장했다. 이에 따라 1922년 4월 2일에서 4월 5일까지 베를린에서 3개 인터내셔널 대표자회가 열렸으나 통합은 불발되었고 제3인터내셔널은 다른 두 인터내셔널과 대화를 중단했다.
1922년 9월 24일, 제2.5인터내셔널에서 큰 지분을 차지하던 독일독립사회민주당이 제2인터내셔널의 지도정당인 독일사회민주당과 합당했다. 통합을 거부하는 제3인터내셔널을 제외하고 제2인터내셔널과 제2.5인터내셔널만 1923년 5월 함부르크에서 열린 공동대회에서 통합하여 노동사회주의 인터내셔널(LSI)을 출범했다. 그러나 루마니아 사회주의정당연맹 등 일부 정당은 LSI 가맹을 거부했다.
1930년대에 거의 똑같은 이유로 LSI와 제3인터내셔널에 모두 반대하는 제3.5인터내셔널이 출범했고, 제2.5인터내셔널에 참여했던 정당 다수가 거기에도 참여했다.

## 같이 보기
- 민주사회주의